# Città di Mosman Park
La città di Mosman Park è una delle 29 local government areas che si trovano nell'area metropolitana di Perth, in Australia Occidentale. Essa si estende su di una superficie di 4,3 chilometri quadrati ed ha una popolazione di 8.251 abitanti.